# Strotarchus praedator
Strotarchus praedator är en spindelart som först beskrevs av O. Pickard-Cambridge 1898.  Strotarchus praedator ingår i släktet Strotarchus och familjen sporrspindlar. Inga underarter finns listade i Catalogue of Life.